# Сполітакевич Володимир
Володи́мир Сполітаке́вич  (8 січня 1882, Витків — 6 грудня 1932, Йонкерс, США) — громадський діяч у США, греко-католицький священик родом із с. Старого Виткова Радехівського повіту (Галичина).
З 1907 — у різних парафіях США.
Діяч Українського Народного Союзу (голова його Просвітньої Комісії), голова Об'єднання українських організацій в Америці.